# Роландия
Роландия (порт. Rolândia) — муниципалитет в Бразилии, входит в штат Парана. Составная часть мезорегиона Северо-центральная часть штата Парана. Входит в экономико-статистический микрорегион Лондрина. Население составляет 55 271 человек на 2006 год. Занимает площадь 460,153 км². Плотность населения — 120,1 чел./км².

## История
Город основан 30 декабря 1943 года.

## Статистика
- Валовой внутренний продукт на 2003 год составляет 574 818 651,00 реалов (данные: Бразильский институт географии и статистики).
- Валовой внутренний продукт на душу населения на 2003 год составляет 10 931,64 реалов (данные: Бразильский институт географии и статистики).
- Индекс развития человеческого потенциала на 2000 год составляет 0,784 (данные: Программа развития ООН).

## География
Климат местности: субтропический. В соответствии с классификацией Кёппена, климат относится к категории Cfa.